# Le Jugement de Salomon (de Troy)
 (avril 2016).
Le Jugement de Salomon est un tableau du peintre français Jean-François de Troy, réalisé en 1742 à Rome sous la demande du cardinal de Tencin, qui le commanda avec cinq autres toiles afin de décorer le palais de son archevêché à Lyon. Cette peinture à l’huile s’inspire d’un texte de l’Ancien Testament, répondant à la demande importante d’œuvres religieuses au XVIIIe siècle. Lorsque le cardinal fait appel à Jean François de Troy, ce dernier est alors à l’apogée de sa renommée en 1738. Outre sa place de directeur de l’Académie de France à Rome, il endosse la fonction d’ambassadeur culturel.

## Historique de l'œuvre
À la suite de la commande du cardinal de Tencin en 1741, Jean François de Troy s’exécute rapidement à la réalisation des six toiles. Celles-ci sont ramenées de Rome en 1742 pour la décoration du Palais archiépiscopal de Lyon. À la mort du cardinal, son successeur retire les toiles du palais. Le Jugement de Salomon est alors mis en vente en 1854. C’est en 1858 que l’œuvre est présentée par Monsieur Monneret à la commission du musée des Beaux-Arts de Lyon que celui-ci refuse, ne percevant pas d’intérêt au tableau. Il est proposé une seconde fois en 1865 par Monsieur Aynès, son gendre, l’ayant obtenu par héritage. Le musée conteste de nouveau l’achat de la toile. Il est finalement acquis par le musée des Beaux-Arts en 1952 qui le rachète à un antiquaire Lyonnais. L’intérêt désormais porté à ce tableau s’explique par le fait que la collection des œuvres du XVIIIe siècle du Musée reste pauvre, les créations artistiques de l’époque se faisant rares.

## Description
La scène a lieu dans le palais du roi Salomon comme en témoignent les colonnes que nous percevons à l’arrière-plan. Le roi revêtant une robe et un turban est tapi dans l’ombre, assis sur son trône auprès de ses deux conseillers. Le tableau se découpe en diagonale, mettant en lumière les personnages du bourreau, des deux femmes et des nouveau-nés au premier plan. Le bourreau, le bras tendu, tient fermement un couteau dans sa main droite tout en regardant le roi, comme attendant son ordre d’exécution. De sa main gauche, il enserre le pied de l’enfant vivant qu’il est sur le point de couper en deux. Ce dernier est placé entre les deux femmes, soulignant davantage leur querelle. La première femme avec la robe rouge se montre suppliante et désigne l’enfant mort qui git à ses pieds. La seconde, portant une robe bleue, maintient une position de défense. Leurs deux regards convergent vers le roi.

## Référence au texte biblique
Afin de réaliser l’œuvre, le peintre s'est inspiré d'un texte de l'Ancien Testament:

« Le sage jugement de Salomon (1 Rois 3.16-28) [16] Alors deux femmes prostituées vinrent chez le roi, et se présentèrent devant lui. [17] L'une des femmes dit: Pardon! Mon seigneur, moi et cette femme nous demeurions dans la même maison, et je suis accouchée près d'elle dans la maison. [18] Trois jours après, cette femme est aussi accouchée. Nous habitions ensemble, aucun étranger n'était avec nous dans la maison, il n'y avait que nous deux. [19] Le fils de cette femme est mort pendant la nuit, parce qu'elle s'était couchée sur lui. [20] Elle s'est levée au milieu de la nuit, elle a pris mon fils à mes côtés tandis que ta servante dormait, et elle l'a couché dans son sein; et son fils qui était mort, elle l'a couché dans mon sein. [21] Le matin, je me suis levée pour allaiter mon fils; et voici, il était mort. Je l'ai regardé attentivement le matin; et voici, ce n'était pas mon fils que j'avais enfanté. [22] L'autre femme dit : Au contraire! C’est mon fils qui est vivant, et c'est ton fils qui est mort. Mais la première répliqua : Nullement! C'est ton fils qui est mort, et c'est mon fils qui est vivant. C'est ainsi qu'elles parlèrent devant le roi. [23] Le roi dit : L'une dit : C'est mon fils qui est vivant, et c'est ton fils qui est mort; et l'autre dit : Nullement! C’est ton fils qui est mort, et c'est mon fils qui est vivant. [24] Puis il ajouta : Apportez-moi une épée. On apporta une épée devant le roi. [25] Et le roi dit : Coupez en deux l'enfant qui vit et donnez-en la moitié à l'une et la moitié à l'autre. [26] Alors la femme dont le fils était vivant sentit ses entrailles s'émouvoir pour son fils, et elle dit au roi : Ah! Mon seigneur, donnez-lui l'enfant qui vit et ne le faites point mourir. Mais l'autre dit : Il ne sera ni à moi ni à toi; coupez-le! [27] Et le roi, prenant la parole, dit : Donnez à la première l'enfant qui vit, et ne le faites point mourir. C'est elle qui est sa mère. [28] Tout Israël apprit le jugement que le roi avait prononcé. Et l'on craignit le roi, car on vit que la sagesse de Dieu était en lui pour le diriger dans ses jugements. »

— Ancien Testament

## Contextes
Jean François de Troy réalise Le Jugement de Salomon, alors que sa renommée de peintre est à son comble et qu’il produit intensément. En effet ses principales commandes sont d’ordre royal ou répondent à celles de congrégations ou de dignitaires français. Jean François de Troy, à l’image des plus grands peintres du XVIIIe siècle, use de son talent pour répondre à la demande croissante d’œuvres religieuses. L’époque voit naître de nombreux édifices religieux qui nécessitent d’être décorés. Le peintre a ainsi suivi la tendance en vogue de l’époque, notamment dans Le Jugement de Salomon puisque l’œuvre se fonde sur un sujet de l’Ancien testament.

## Analyse
C’est dans l’optique de décorer le palais archiépiscopal de Lyon, que Jean François de Troy réalise ses six toiles. L’iconographie est composée de deux premières toiles dont le sujet est issu de l’histoire romaine : La mort de Lucrèce et La mort de Cléopâtre, les deux suivantes, Le Jugement de Salomon et L’idolâtrie de Salomon se fondent sur l’Ancien Testament, et les deux dernières, La femme adultère et Jésus et la Samaritaine s’inspirent du Nouveau Testament. Le choix du sujet s’explique par la volonté du peintre de répondre aux attentes artistiques de l’époque. Il serait vain d’essayer de chercher des symboles car Jean François de Troy s’est appuyé essentiellement sur les textes.
Analyse précise du tableau
Le Jugement de Salomon est une huile sur toile qui présente une composition en diagonale au cadre resserré, dont le peintre, comme l’affirme Madeleine Rocher-Jauneau, (membre de la Société historique, archéologique et littéraire de Lyon) paraît « gêné par les dimensions assez restreintes de la toile ». En effet, l’action semble se concentrer dans le « triangle tragique » au premier plan, dessiné par les personnages du bourreau, des deux mères et de leurs enfants. On peut parler de « triangle tragique » puisque la scène semble se figer à l’instant où la décision doit être prise d’exécuter ou non l’enfant que se disputent les deux femmes. Les sentiments des personnages transparaissent dans leurs postures et se lisent sur les visages ainsi que dans la tension des corps, et insistent sur l’aspect pathétique de la scène. Le jeu de clair-obscur qui divise le tableau en diagonale fait ressortir la blancheur des corps, insistant sur l’impuissance des femmes, dont le sort n’appartient qu’au roi. Face à ce triangle de lumière, le roi et ses conseillers sont plongés dans la pénombre, ce qui rappelle l’enjeu de la décision à prendre. Si la scène semble suspendue dans le temps, elle manifeste cependant de la vie par la gestuelle des personnages et les traits qu’a laissés le peintre sur leurs vêtements, ce qui contraste avec l’enfant mort gisant aux pieds des femmes. Madeleine Rocher-Jauneau affirme que « malgré l’entassement des personnages ; l’ensemble dénote une grande maîtrise dans le dessin et un certain raffinement dans la recherche des couleurs ». C’est parce que le texte biblique ne s’étend pas dans la description que J.F de Troy se doit de « faire parler » sa peinture, par la recherche plastique et l’expression des corps. L’opposition entre les femmes est renforcée par les couleurs qu’elles revêtent. En effet l’une d’elles par le bleu de sa robe exprime la pureté et l’innocence. Nous pourrions ainsi supposer, également par son genou qui soutient la tête de l’enfant, qu’elle est la vraie mère de ce dernier. Par la nudité de son sein, elle semble dévouée au nouveau-né. La seconde, de sa robe rouge, évoque davantage la passion, notamment par ses gestes qui semblent supplier le roi de lui donner l’enfant. Cette gestuelle accentuée des femmes s’inscrit dans la grande sensibilité associée à cette période.

## Sources d’inspiration et parallèles avec d’autres œuvres
Parallèlement aux textes bibliques, Jean François de Troy a également puisé son inspiration dans les œuvres de ses prédécesseurs. En effet la diagonale qui sépare en deux rappelle Rubens, la technique du clair-obscur est aussi celle du Caravage. J.F de Troy se serait également appuyé sur quatre gravures réalisées par Le Lorrain pour créer ses toiles. On retrouve tous les éléments du tableau de J.F de Troy mais celui de Le Lorrain est inversé, c'est-à-dire que le roi et ses conseillers se tiennent à droite et que le triangle des autres personnages est à gauche, contrairement au tableau de J.F de Troy. Dans Le Jugement de Salomon, on retrouve cette même composition en diagonale du tableau dont use Collin de Vermont dans le sien, ainsi que des similitudes frappantes concernant la place des personnages, puisque Salomon se tient à gauche du tableau sur son trône. Le bourreau tient de manière identique l’enfant par le pied.

## Conception(s) de la Justice

### Du droit positif à la justice naturelle
La scène représentée par Jean François de Troy se situe juste au moment de transition entre les deux sentences du roi Salomon. Il donne l’ordre d’arrêter sa première décision, celle de diviser l’enfant en deux parties égales, pour finalement le donner à celle qu’il reconnait comme sa vraie mère. C’est aussi un moment de tension entre deux conceptions de justice : la justice positive et la justice naturelle.  
La première sentence du roi —diviser l’enfant en deux moitiés égales— correspond au droit positif. Face à l’ignorance dans laquelle se trouve le roi, qui est au début incapable de reconnaître la vraie mère, la décision de diviser l’enfant en deux semble la plus juste. Elle repose sur ce qu’Aristote appelle la justice commutative, c’est-à- dire une justice qui vise à rétablir l’égalité absolue entre les sujets, l’égalité ayant été rompue par l’acte injuste. C’est cette conception de la justice qui doit régir le droit pénal. On la retrouve chez Platon : « Le juste est rendre à chacun ce qu’on lui doit ». Le droit positif est donc par définition égalitaire. Tous les sujets sont soumis à la même loi, devant laquelle ils sont égaux. La justice positive exigerait donc qu’on divise l’enfant en deux. 
Mais cette conception de la justice comme simple restitution de l’égalité s’avère insuffisante. Socrate énonçait déjà ce problème : Il est absurde de rendre à chacun ce qu’on lui doit « si la restitution et la récupération comportent des dommages ». Il est contradictoire que la restitution de l'égalité aboutisse à la pire situation possible (la mort de l'enfant). Au lieu de restituer le dommage causé par l’acte injuste, l'application de la justice entrainerait une situation encore plus dommageable.  
Autrement dit, couper l’enfant en deux (et donc le tuer) créerait plus de problème qu’il n’en règlerait. Paradoxalement, l’effet de la justice serait plus nuisible pour les deux parties que la situation précédente. On s’aperçoit donc que le droit positif doit être soumis à une justice plus fondamentale qui puisse garantir un accord avec l’Idée du bien : la justice naturelle. 
La justice naturelle « a partout la même force et ne dépend pas de telle ou telle opinion ». Elle permet donc au roi Salomon de trancher entre les deux mères : celle qui est prête à accepter que l’enfant vive sans elle plutôt qu’il ne soit coupé en deux, renonçant ainsi à la justice positive pour s’en remettre à la justice naturelle qui permet la survie de l’enfant est reconnue comme était la véritable mère. Le roi Salomon a su voir les limites de la justice positive, humaine, et entrevoir un jugement plus sage et plus juste. On peut voir en lui la figure du philosophe roi de Platon, qui a atteint la sagesse par un bon usage de sa raison, ou comme une manifestation de la justice divine, si l’on en croit la Bible, qui stipule que Dieu a exaucé le vœu de Salomon d’être doué d’une grande sagesse. Cette sagesse lui a permis de penser le subterfuge qui a trahi la mère de l'enfant mort : dans le récit biblique, l'instinct maternel de la véritable mère l'a poussée à renoncer à l'enfant, ce qui a permis à Salomon de trancher et de le lui remettre.

### Une visionAugustinienede la justice naturelle
Le jugement de Salomon apporte donc une réflexion sur la justice naturelle. 
Les deux femmes prostituées se disputent un même enfant, alors que naturellement, seule une peut être sa mère biologique. L’une des femmes dit le vrai alors qu’une autre prend la liberté de se déclarer mère d’un enfant qui n’est pas sien. 
Chaque femme agit selon ce qui lui convient le mieux. Elles se considèrent toutes deux en droit de réclamer ce même enfant. L’une parce qu’elle l’a accouché, l’autre parce que son véritable enfant étant mort, considère qu’elle a droit à la maternité. On retrouve dans cette querelle ce que Hobbes identifierait comme le droit naturel : 
« Le droit de nature, que les écrivains politiques appellent communément jus natural, et la liberté que chacun a d’user de sa propre puissance, comme il le veut lui-même pour la préservation de sa propre nature, autrement dit de sa propre vie et, par conséquent, de faire, selon son jugement et sa raison propre, tout ce qu’il concevra être le meilleur moyen adapté à sa fin. ».
Thomas Hobbes, Léviathan 1651, I, 14.
Puisque selon Thomas Hobbes, le droit naturel correspond à faire ce qui convient le mieux à nos fins individuelles, cette querelle met en évidence l’impuissance des hommes à faire le juste collectif. Les femmes prostituées s’en remettent donc à Salomon.
Il est impossible de distinguer la véritable mère de l’enfant disputé, comme le montre la symétrie entre les deux femmes : dans le texte biblique, les deux femmes ont les mêmes propos et elles ont accouché au même moment. Dans le tableau, elles ont toutes deux la même position par rapport à Salomon. 
La distinction étant donc impossible, il pourrait paraître juste de trancher l’enfant en deux. Ceci renvoie à la conception aristotélicienne de justice arithmétique : chacune des femmes à droit à la moitié de l’enfant. Toutefois, cette justice purement redistributive semblerait choquer les personnages du tableau à l’exception de Salomon. En effet, ordonner de partager l’enfant en deux est un moyen de dévoiler quelle est la véritable mère de l’enfant. Alors que l’une accepte ce partage, l’autre supplie Salomon de préserver la vie du bébé, dévoilant son instinct maternel consistant à préserver la vie de son enfant. 
Salomon ayant reçu sa sagesse de Dieu, sa sagesse est divine. Jean François de Troy a choisi de représenter le moment où Salomon ordonne la découpe du nouveau-né. Le roi pointe du doigt la scène contenue au premier plan du tableau, comme si sa décision illuminait l’obscur indissociable. De plus, les regards des personnages sont tous tournés vers Salomon, signe qu’ils attendent exclusivement de lui que justice soit faite. 
Cette scène indique l’échec des justices tant naturelle comme redistributive à résoudre le problème. La justice divine représentée par Salomon s’avère la seule capable de résoudre ce conflit. 
Cette toile prône en fait une conception augustiniene de la justice : tout ce qui est de l’ordre du mondain et est source de pêché, et la sagesse qui manque aux hommes est détenue par Dieu. En ce sens, il n’y a pas de justice naturelle chez saint Augustin, le divin est la seule et véritable source de justice. Les personnages se retournent vers l’ambassadeur de Dieu pour y voir le juste, parce que d’eux-mêmes en sont incapables. 